# جاك دي مورغان
جاك دي مورغان (بالفرنسية: Jacques de Morgan)‏ هو جيولوجي وعالم إنسان وعالم أحياء ومهندس فرنسي، ولد في 3 يونيو 1857 في Huisseau-sur-Cosson ‏ في فرنسا، وتوفي في 12 يونيو 1924 في مارسيليا في فرنسا.

## وصلات خارجية
- جاك دي مورغان على موقع الموسوعة البريطانية (الإنجليزية)